# (36182) Montigiani
(36182) Montigiani  es un asteroide perteneciente al cinturón de asteroides, descubierto el 10 de octubre de 1999 por Matteo Santangelo desde el Observatorio de Monte Agliale, en Italia.

## Designación y nombre
Montigiani se designó al principio como 1999 TY12.
Más adelante fue nombrado en honor al astrónomo italiano Nico Montigiani (1944-2002).

## Características orbitales
Montigiani orbita a una distancia media del Sol de 3,9806 ua, pudiendo acercarse hasta 3,1711 ua y alejarse hasta 4,7902 ua. Tiene una excentricidad de 0,2033 y una inclinación orbital de 4,4836° grados. Emplea en completar una órbita alrededor del Sol 2900 días.

## Características físicas
Su magnitud absoluta es 13,3. Tiene 12,483 km de diámetro. Su albedo se estima en 0,045.